# 塞杜·福法納
塞杜·福法納（Seydou Fofana，1993年8月10日—）是一名馬利男子跆拳道運動員。他曾經獲得2019年非洲運動會跆拳道比賽男子74公斤級銅牌。

## 外部連結
- TaekwondoData.com （页面存档备份，存于）